# Adelio Terraroli
Adelio Terraroli (24 de julho de 1931 - 5 de março de 2021) foi um político italiano. Ele serviu na Câmara dos Deputados de 1968 a 1979 como membro do Partido Comunista Italiano. Durante o seu mandato esteve presente no atentado à bomba na Piazza della Loggia em 1973.